# Comuna Sărătenii Vechi, Telenești
Comuna Sărătenii Vechi este o comună din raionul Telenești, Republica Moldova. Este formată din satele Sărătenii Vechi (sat-reședință) și Zahareuca.

## Demografie
Conform datelor recensământului din 2014, comuna are o populație de 2.531 de locuitori. La recensământul din 2004 erau 2.868 de locuitori.

## Administrație și politică
Componența Consiliului local Sărătenii Vechi (11 consilieri), ales la 5 noiembrie 2023, este următoarea:
|  | Partid                                | Consilieri | Componență | Componență | Componență | Componență | Componență | Componență | Componență |
|  | ------------------------------------- | ---------- | ---------- | ---------- | ---------- | ---------- | ---------- | ---------- | ---------- |
|  | Partidul Acțiune și Solidaritate      | 7          |            |            |            |            |            |            |            |
|  | Partidul Liberal Democrat din Moldova | 4          |            |            |            |            |            |            |            |

## Personalități născute aici
- Vasile Anestiade (1928-2014), medic, specialist în morfopatologie, membru titular al Academiei de Științe a Moldovei